# Porpoise Bay Park
Porpoise Bay Park är en park i Kanada.   Den ligger i Sunshine Coast Regional District och provinsen British Columbia, i den sydvästra delen av landet, 3 600 km väster om huvudstaden Ottawa. Porpoise Bay Park ligger 40 meter över havet.
Terrängen runt Porpoise Bay Park är varierad. Havet är nära Porpoise Bay Park söderut. Runt Porpoise Bay Park är det mycket glesbefolkat, med 3 invånare per kvadratkilometer.. Närmaste större samhälle är Sechelt, 3,5 km söder om Porpoise Bay Park. 
I omgivningarna runt Porpoise Bay Park växer i huvudsak barrskog.